# Nyctemera unita
Nyctemera unita là một loài bướm đêm thuộc phân họ Arctiinae, họ Erebidae.